# Gmina Norris
Gmina Norris (ang. Norris Township) – gmina w USA w stanie Dakota Południowa, w hrabstwie Mellette.